# Neue Österreichische Tunnelbaumethode

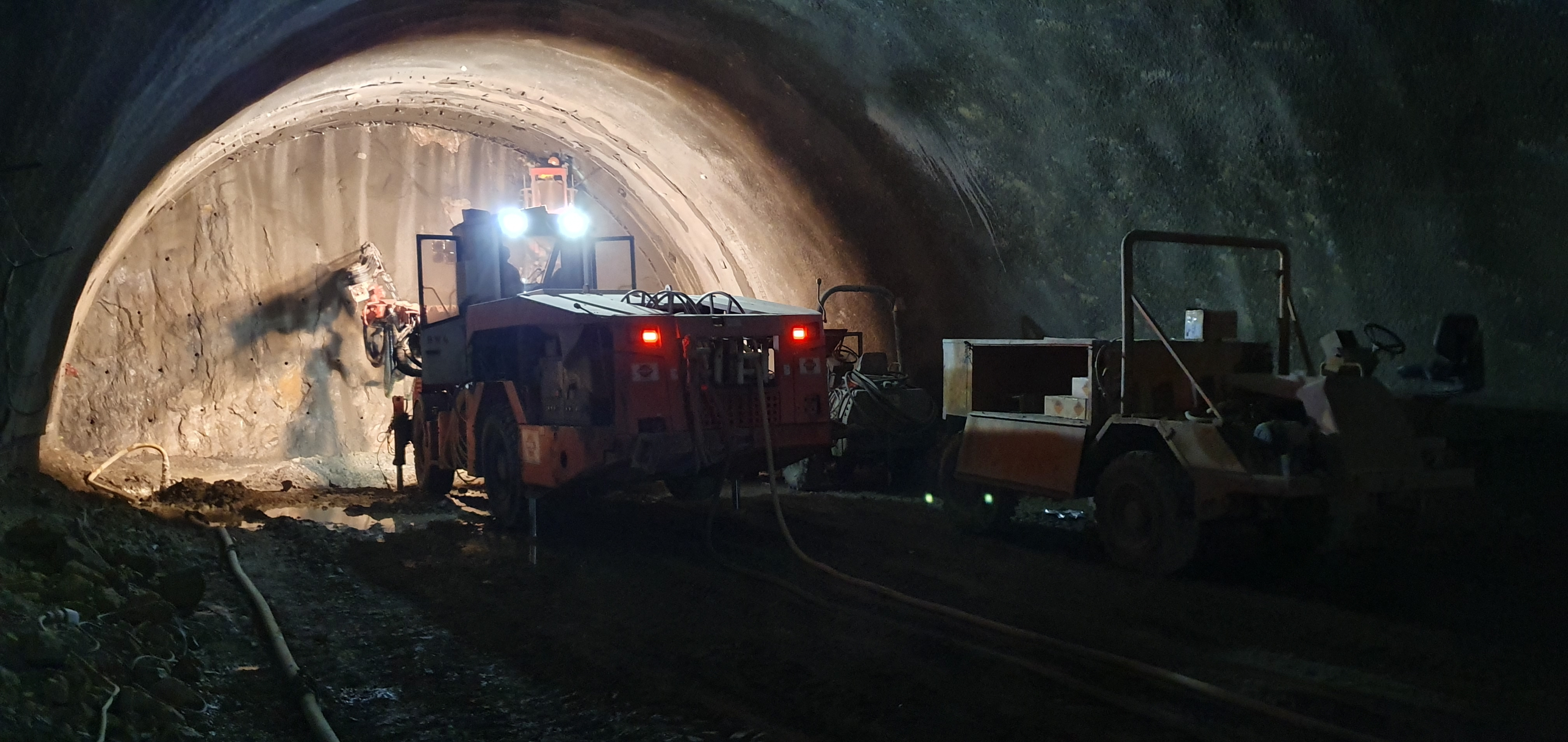
Bohren der Sprenglöcher

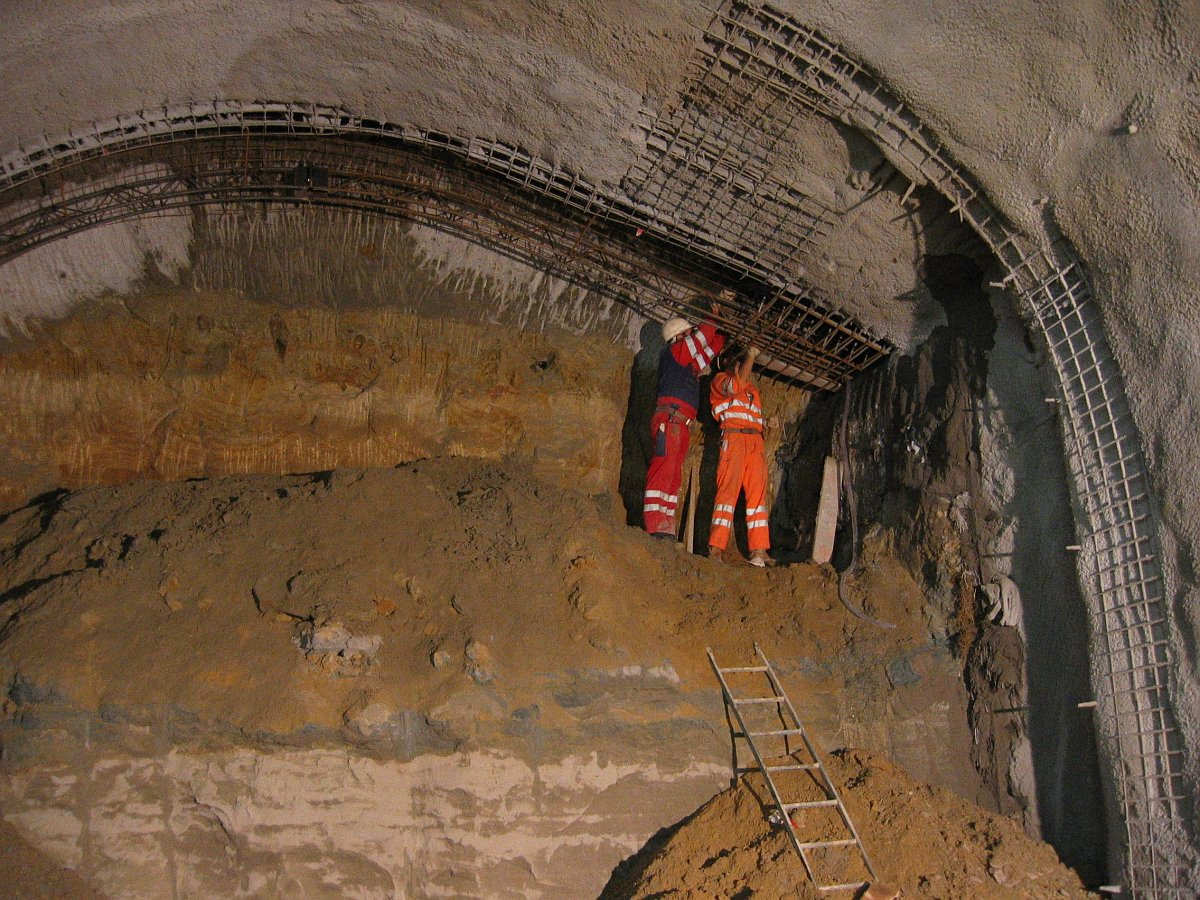
Einbringen der Baustahlmatten

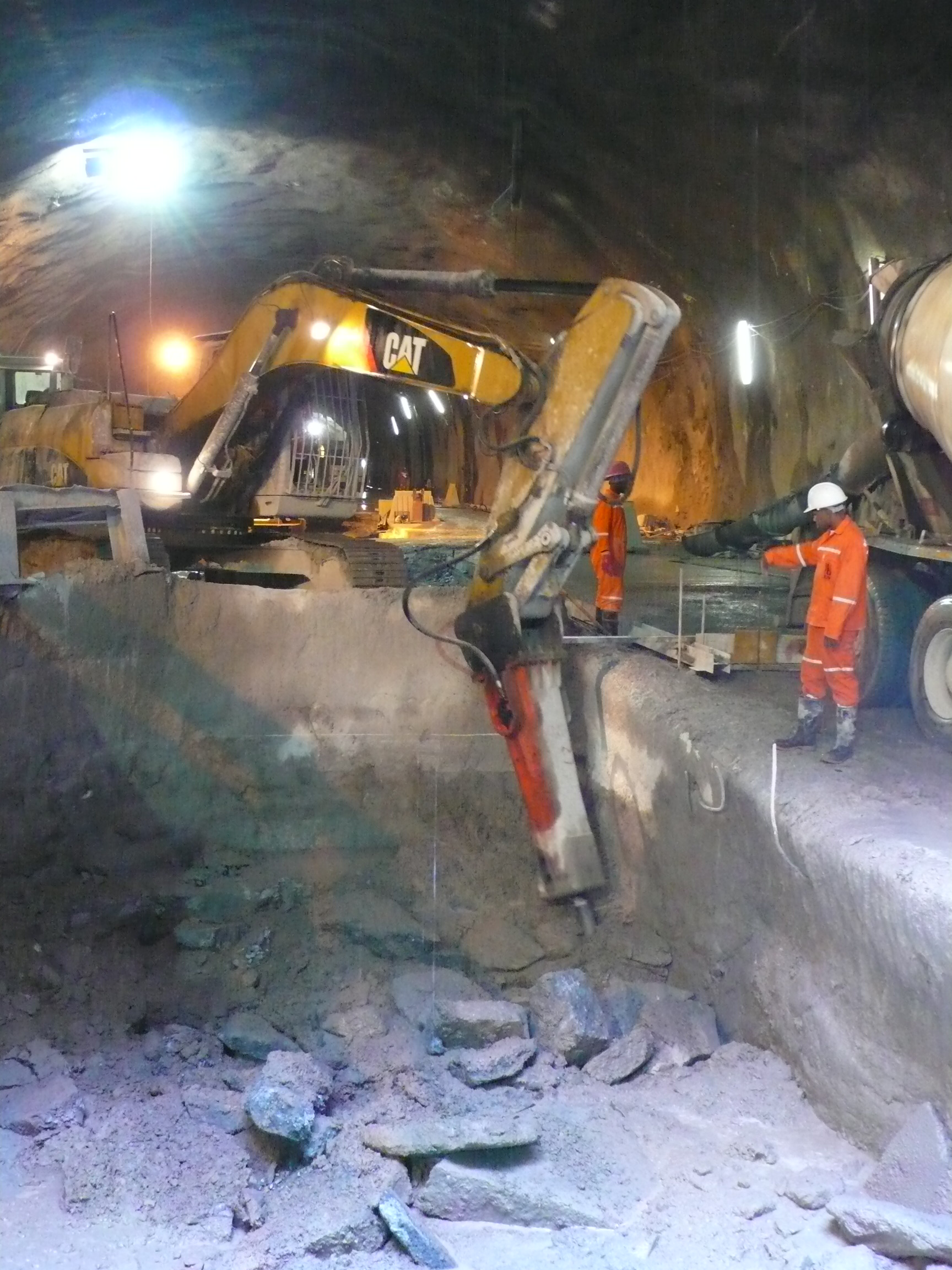
Strossen

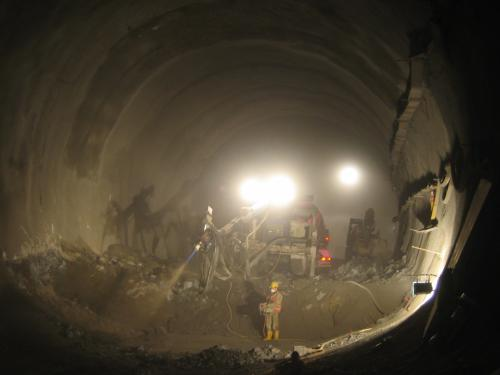
Spritzbetonauftrag in der Strosse

Die Neue Österreichische Tunnelbaumethode (NÖT) ist eine Methode des Tunnelbaus, deren wesentliches Kriterium es ist, dass der den Hohlraum umgebende Gebirgsteil zum Mittragen herangezogen wird und somit selbst zum Bauteil wird. Sie wurde in den 1950er-Jahren als seinerzeit neuartiges Ausbaukonzept entwickelt und kombiniert geologische und felsmechanische Grundlagen mit speziellen Bauverfahren zur Sicherung und zum Ausbau eines Tunnelhohlraums. Diese technischen Vorteile führten auch zu geringeren Baukosten, so dass sich die Methode schnell durchsetzte und seitdem kontinuierlich weiterentwickelt wurde.
Im englischsprachigen Raum ist die Kennzeichnung New Austrian Tunneling Method (NATM) gebräuchlich. Im deutschsprachigen Raum ist in den letzten Jahren der Begriff Spritzbetonbauweise in Verbindung mit Tunnelbau gebräuchlich geworden. Im allgemeinen Sprachgebrauch ist häufig die Kopplung Spritzbetonbauweise gemäß NÖT als Abgrenzung zur Verwendung des Spritzbetons zur Oberflächensicherung zu finden.
Im Unterschied zu kontinuierlichen Vortrieben mit Tunnelbohrmaschinen (ggf. im Schildvortrieb) ist die NÖT eine zyklische Vortriebsmethode. Ein Arbeitszyklus umfasst folgende Schritte:
1. „Ausbruch“ (mit Hammer, Bagger, Fräsvortrieb bzw. Bohren und Sprengen),
2. „Sichern“ (vorrangig Spritzbeton, bei Bedarf ergänzende Maßnahmen wie Anker oder Schirmgewölbe),
3. „Schuttern“ (Förderung des Ausbruchs, in der Regel im trockenen Zustand).

Das Sichern mit Spritzbeton ist auch bei anderen Vortriebsweisen (Sprengvortrieb, Vortrieb mit Tunnelbohrmaschine oder Schildvortriebsmaschine) anwendbar. Ein Sichern mittels Tübbingen kann bei der NÖT entfallen.

## Geschichte
Der Bedarf an Tunnelbauten stieg außerordentlich mit dem Einsetzen des Eisenbahnbaues in der ersten Hälfte des 19. Jahrhunderts. Die Tunnelbauverfahren mit Ausbau- und Lösetechniken wurden weitgehend aus dem Bergbau übernommen, der an die Dauerhaftigkeit der Bauwerke jedoch bedeutend geringere Anforderungen stellte.
Die Stabilisierung der freigelegten Tunnelwandungen erfolgte noch bis in die Mitte des 20. Jahrhunderts zumeist mit Hilfe von Holzeinbauten, die einen erheblichen Teil des neugeschaffenen Hohlraumes beanspruchten, so dass die endgültigen Ausbauarbeiten mit Mauerwerk aus behauenem oder unbehauenem Naturstein, vereinzelt auch aus Ziegeln, erheblich erschwert waren.
Das hierzu erforderliche, oftmalige Umsetzen der Abstützungen führte zusammen mit deren Nachgiebigkeit und dem mangelhaften flächigen Kontakt zu Bewegungen im umgebenden Fels und in vielen Fällen zu einer Auflösung des Gebirgsverbandes in Hohlraumnähe. Hierdurch wurden Gefügeauflockerungen hervorgerufen, das umgebende Gebirge wurde dadurch „entfestigt“ und belastete den endgültigen Ausbau durch sein zusätzliches Gewicht.
Eine ingenieurmäßige Behandlung des Tunnel- und Untertagebaus setzte mit dem ersten großen Standardwerk Lehrbuch der gesamten Tunnelbau-Kunst von Franz Rziha in den Jahren 1867 und 1874 ein. Er stellte schon damals grundlegend und richtungsweisend fest:

„Die Kunst des Ingenieurs ist, großen Gebirgsdruck fernzuhalten, das heißt, nicht entstehen zu lassen, eine weit größere Kunst als jene, einmal vorhandenen Gebirgsdruck zu bewältigen.“

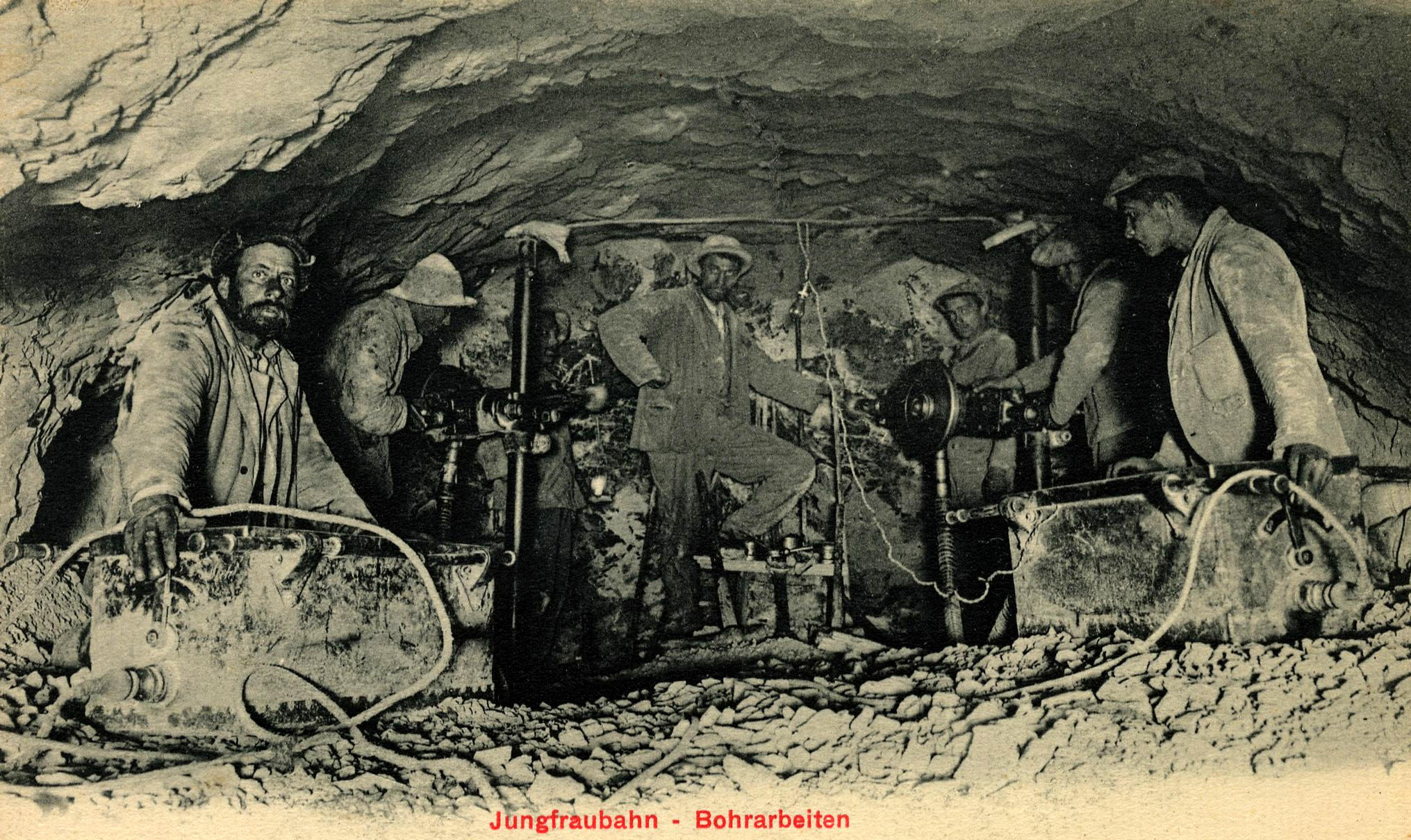
Bohrarbeiten beim Bau der Tunnel der Jungfraubahn in den Schweizer Alpen (um 1900)

Weitere grundlegende Erkenntnisse veröffentlichte Ernst Wiesmann in den Jahren 1909 und 1912. Er erkannte als erster die Spannungsumlagerung um den neu entstandenen Tunnelhohlraum grundsätzlich richtig und zog daraus den Schluss:

„Der Tunnelbauer hat also gar nicht die Aufgabe, den Hohlraum gegen Überlagerungsdruck abzustützen, dies bewirkt die Schutzhülle, sondern er muß nur um deren Erhaltung besorgt sein.“

Ladislaus von Rabcewicz stellte 1944 seine eigenen Erfahrungen sowie die Erkenntnisse anderer Fachleute aus den zurückliegenden Jahrzehnten zusammen, die zum besseren Verständnis der geomechanischen Vorgänge im Tunnelbau beigetragen hatten. Für zwei Kernbereiche des Tunnelbaus fasste er die Erkenntnisse wie folgt zusammen:
Zum Auflockerungsdruck:

„Die Ursache des Auflockerungsdruckes liegt vor allem in den Mängeln unserer Minierung und des hierbei verwendeten vorübergehenden Ausbaues, der Setzungen und Hohlraumbildungen begünstigt.“

Er wies auf den entscheidenden Einfluss der Zeit zwischen Erstellen des Tunnelhohlraums und dem endgültigen Ausbau hin:

„Einer der bedeutendsten Faktoren für die Erzeugung des Auflockerungsdruckes […] ist die Zeit. Je rascher ein Hohlraum geschlossen wird, umso geringer sind die Setzungen […] Bei Auflockerungsdruck ist stets jene Tunnelbau- und Betriebsweise als die geeignetste zu bezeichnen, welche den schnell und mit geringsten Setzungen geöffneten Querschnitt möglichst rasch wieder durch einen unzusammendrückbaren, endgültigen Einbau schließt.“

Zum Echten Gebirgsdruck befand er:

„Das Primäre bei lotrechtem Überlagerungsdruck ist eine Stauchung der Ulmen mit elastischem Ausweichen gegen den Hohlraum. Wird dabei die Gebirgsfestigkeit nicht überschritten, so geschieht nichts, der Tunnel bedarf keiner Ausmauerung […] Im Augenblick aber, wo es zu Zerstörungen kommt, ändert sich das Spannungsbild. Bei den Ulmen sinkt die Spannung auf 0, und der Druckanstieg verlagert sich weiter in den Berg hinein.“

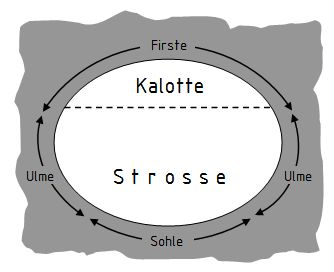
Begriffe im Tunnelquerschnitt

Eine Änderung im praktischen Tunnelausbau hielt ab etwa 1947 mit Verankerungen Einzug, die in das umgebende Gebirge eingebaut werden, um die endgültigen Tunnelausbauten zu sichern. Dieses als „Roof bolting“ oder „Ankerung“ bezeichnete Verfahren wurde zunächst in den USA und Schweden, später auch in Mitteleuropa eingesetzt.
Gleichzeitig wurde zunehmend auch Spritzbeton eingesetzt, der sich aus dem „Gunit“, einem Spritzmörtel für Sanierungen, entwickelt hat und für den Einsatz im Tunnelbau vom österreichischen Tunnelbauingenieur Anton Brunner weiterentwickelt wurde. Die theoretischen Grundlagen für das seinerzeit neue Fachgebiet Felsmechanik wurden zusammen mit geomechanischen Erkenntnissen in Österreich vom sogenannten „Salzburger Kreis“ um Leopold Müller und Franz Pacher zusammengestellt und systematisiert. Rabcewicz nutzte 1956 bis 1958 erstmals den Einsatz von Systemankerung und Spritzbeton als alleinigem Stützmittel beim Bau von Autobahn- und Eisenbahntunnels in Venezuela.
Der Durchbruch der Neuen Österreichischen Tunnelbaumethode in Europa gelang 1963, als sie nach einem Verbruch beim Massenbergtunnel als Sanierungsmaßnahme eingesetzt wurde. Rabcewicz änderte als Berater die Ausbaumethode grundlegend, verwendete Spritzbeton, Perfo-Ankerung und einen relativ raschen Ringschluss. Der Stabilisierungsprozess wurde durch systematische Messung beobachtet, wobei sich die Wirkung des Sohlschlusses deutlich zeigte. Der Bau des Tunnels wurde danach ohne Probleme beendet.

## Grundsätze und Definition

### Hintergrund
Bei den traditionellen Tunnelbauweisen bestand der Grundgedanke bei der Erstellung des Tunnelhohlraums darin, den als unvermeidbar angesehenen Gebirgsdruck durch konstruktive Methoden, wie Abfangungen und Ausbauten, sicher aufzunehmen. Diese Methoden, wie die Deutsche Kernbauweise und die Alte Österreichische Tunnelbauweise, waren bis Mitte des 20. Jahrhunderts üblich.
Demgegenüber steht bei der Neuen Österreichischen Tunnelbauweise der Gedanke im Vordergrund, diese Gebirgsdrücke gar nicht oder nur in geringem Umfang zuzulassen und die Eigentragfähigkeit des Gebirges weitgehend zu erhalten. Dazu werden die örtlichen geologischen und gebirgsmechanischen Bedingungen beachtet, womit dieses Verfahren über eine reine Bauweise mit schematisierten Verfahrensweisen für den Ausbruch und für die Sicherung des Tunnelhohlraums hinausgeht.
Dieses grundlegende Umdenken wurde durch Zusammenwirken von theoretischen Überlegungen und praktischen Erkenntnissen möglich: Bei der Erstellung der Tunnelhohlräume wurde zunächst von Ladislaus von Rabcewicz 1944 die Bedeutung des Zeiteinflusses zwischen Ausbruch des Hohlraums und seiner anschließenden Sicherung erkannt. Hierzu lieferte Franz Pacher 1964 die felsmechanischen Erklärungen als Wechselspiel zwischen Gebirgsdruck und Ausbauwiderstand. Mitbeteiligt waren auch der Ingenieurgeologe Leopold Müller und der Salzburger Kreis. Auf der praktischen Seite wurde die Hohlraumsicherung durch den variabel aufzubringenden Spritzbeton vereinfacht, dessen Anwendung in dem Zeitraum wesentlich erweitert und verbessert wurde. Weitere variabel einsetzbare Stütz- und Ausbauelemente kamen hinzu, wie Spieße, Rohrschirme, Anker und Ausbaubögen. Des Weiteren kamen Innenschalen aus Ortbeton hinzu, die sich mit der Spritzbetonschicht verbinden und mittels Schalwagen hergestellt werden (zum Beispiel beim Gotthard-Basistunnel).

### Grundsätze
Die Grundsätze der Neuen Österreichischen Tunnelbaumethode wurden 1979 zusammen mit einer Definition von der Arbeitsgruppe „Tunnelbau“ der Forschungsgesellschaft für das Straßenwesen im Österreichischen Ingenieur- und Architekten-Verein verfasst.
|    | Grundsätze der Neuen Österreichischen Tunnelbaumethode (NÖT) in Auszügen                  |
| -- | ----------------------------------------------------------------------------------------- |
| 1  | Wesentlich tragender Bauteil eines Tunnels ist das Gebirge                                |
| 2  | Ursprüngliche Gebirgsfestigkeit erhalten                                                  |
| 6  | Verbau nicht zu früh und nicht zu spät, nicht zu starr, nicht zu schwach                  |
| 9  | Sicherung kraftschlüssig (deshalb Spritzbeton)                                            |
| 10 | Verbau und Ausbau dünnschalig                                                             |
| 11 | Verstärkungen nicht durch Verdickungen, sondern durch Bewehrungsnetze, Tunnelbögen, Anker |
| 12 | Disposition der Verbaumittel und Bauzeiten aufgrund von Messungen                         |
| 13 | Statisch ist der Tunnel ein Rohr, bestehend aus Gebirgstragring und Verbau                |
| 18 | Möglichst gerundete Querschnittsformen                                                    |
| 19 | Auch Innenschale schlank. Kraftschluss mit Außenschale. Aber nicht Reibungsschluss.       |

### Definition
Die NÖT folgt einem Konzept, welches das den Hohlraum umgebende Gebirge (Fels oder Boden) durch Aktivierung eines Gebirgsringes zu einem tragenden Bauteil macht. Dabei müssen einige Grundsätze beachtet werden, wie:
- Berücksichtigung des geomechanischen Gebirgsverhaltens,
- Vermeidung von ungünstigeren Spannungs- und Verformungszuständen durch den zeitgerechten Einbau geeigneter Stützmaßnahmen,
- insbesondere rechtzeitig eingebrachter, statisch wirksamer Sohlschluss, der dem Gebirgstragring die statische Funktion einer geschlossenen Röhre verleiht,
- Optimierung des Ausbauwiderstandes in Abhängigkeit von den zulässigen Deformationen sowie
- Messtechnische Überwachung auch zur Kontrolle der Optimierung.[7]

Hierzu sind 22 Grundsätze sowohl in Textform als auch – besonders anschaulich – mit kennzeichnenden Skizzen und prägnanten Kurzfassungen entwickelt worden (siehe nebenstehende Tabelle).

## Arbeitsschritte
Die wesentlichen Arbeitsschritte bei der Neuen Österreichischen Tunnelbaumethode sind der Ausbruch und das Sichern mit folgenden Einzelheiten:

### Ausbruch
Zum Ausbruch werden eingesetzt:
Lockergestein
Bagger mit Tieflöffel, Greifzähnen oder Hydraulikmeißel
Mittlere Gesteinsfestigkeit und geklüfteter Fels
Teil- oder Vollschnittmaschinen mit rotierenden Schneidwalzen, die mit aufgesetzten Meißeln das Felsmaterial abfräsen. Nach der Wirkweise der Schneidwalzen wird unterteilt in axiale (in Richtung des Tragarms drehend) und radiale (quer zum Tragarm mit zwei Walzen) Schnittmaschinen. Letztere sind im härteren Fels einsetzbar oder Lockerungssprengungen.

### Sichern
Mit dem anschließenden Sichern als wesentlichem Kennzeichen der NÖT soll ein hohlraumloses, kraftschlüssiges Anschließen der Sicherung an das Gebirge erreicht werden. Kernstück ist die Aufbringung von Spritzbeton, womit die Gebirgsoberfläche vergütet und eine passende Verbundkonstruktion zwischen Gebirge und Betonschale des Endausbaus erreicht wird. Der Spritzbeton kann in zwei unterschiedlichen Verfahren aufgebracht werden:
- Beim Trockenspritzverfahren wird erst an der Spritzdüse Wasser zu einem Trockengemisch (Zement, Zuschlag, Zusatzmittel) zugegeben.
- Beim Nassspritzverfahren wird bereits der fertige Beton gefördert und an der Spritzdüse mit Luft und Zusatzmittel vermischt.

Je nach Gebirgseigenschaft werden ergänzend Sicherungssysteme in das Gebirge oder die Schale eingebaut. Sie werden zur Verbesserung der Tragfähigkeit bei Lockergestein oder zerklüftetem Gestein vorauseilend vor dem eigentlichen Ausbruch des Gebirges eingebaut: Pfändbleche, Spieße, Rohrschirme, Düsenstrahl- und Injektionsschirme. Ihnen ist gemeinsam, dass sie eine Verbundwirkung im Gestein herstellen oder sichern sollen, um so den Gebirgstragring um den Tunnelhohlraum zu bilden und standfest zu halten.
Nach dem Ausbruch werden bei Bedarf Anker als Verdübelung zwischen Gebirge und Beton eingebaut, die ebenfalls die Ausbildung des Gebirgstragringes unterstützen, oder Ausbaubögen (Stahl- oder Gitterträger mit verschiedenen Profilformen) aufgestellt, die den Kern einer umlaufenden Betonbewehrung bilden und auch zum Schutz vor herabfallenden Gebirgsbruchstücken dienen.

#### Spieße und Pfändbleche
Pfändbleche und (Stahl)-Spieße sind einfache mechanische Sicherungen, die sternförmig um den Ausbruchquerschnitt mit 10 bis 20 Grad Neigung zur Tunnelachse in das Gestein gerammt oder gebohrt werden. Pfändbleche reichen etwa 2 bis 4 Meter tief, Spieße, meist Rohre mit Durchmessern bis 22 mm, sind bis zu 5 Meter lang und haben untereinander 30 bis 50 cm Abstand. Sie können auch in Verbindung mit Injektionen verwendet werden, wobei gelochte Rohre eingesetzt werden, in denen Injektionsgut in den umgebenden Untergrund gepresst wird, so dass ein tragfähiger Injektionskörper erzeugt wird.

#### Rohrschirme
Rohrschirme werden aus längeren, bis zu 15 Meter langen Rohren mit Durchmessern von 140 bis 200 mm hergestellt. Nur der vordere, bis zu 4 Meter lange Abschnitt wird später freigelegt. Rohrschirme werden häufig eingesetzt, um Setzungen an der Geländeoberfläche zu begrenzen.

#### Düsenstrahlschirme
Düsenstrahlschirme entfalten eine ähnliche Tragwirkung wie Rohrschirme, bestehen allerdings aus verpressten Bohrlöchern. Zunächst wird ein Bohrloch hergestellt und beim langsamen Zurückziehen wird unter permanentem Drehen des Bohrgestänges der Boden mit einer Verpressdüse am Bohrkopf aufgeschnitten und verpresst. Es entstehen zylinderförmige, verfestigte Zonen mit 50 bis 100 cm Durchmesser.

#### Injektionsschirme
Zur Stabilisierung können auch umlaufende Injektionen verwendet werden, indem die Porenräume verpresst werden, so dass die Tragfähigkeit des Untergrunds erhöht und die Durchlässigkeit gemindert wird.

#### Vereisung
Vereisungsschirme können im Grundwasser als vorauseilende Sicherung eingesetzt werden, wenn nur eine vorübergehende Erhöhung der Tragfähigkeit erforderlich ist oder die Durchlässigkeit des Bodens zeitweise vermindert werden soll. Die Herstellung von Vereisungskörpern – meist mit Sole oder flüssigem Stickstoff – erfordert einen hohen logistischen Aufwand und ist daher mit erheblichen Kosten verbunden.

### Begleitende Messungen
Die NÖT ist mit ständigen messtechnischen Überprüfungen verknüpft, um einerseits die Annahmen zu prüfen, die dem Vortrieb zugrunde liegen, und andererseits Spannungen und Deformationen nach dem Einbau der ersten Stützmittel (üblicherweise die Spritzbetonschale) und im ausgebauten Zustand zu kontrollieren. Volle Messquerschnitte mit Spannungs- und Verformungsmessungen sind je nach geologischen Verhältnissen in Abständen von 200 m bis 400 m angeordnet, in städtischen Bereichen unter Bauwerken auch deutlich geringer, mitunter nur 50 m. Dazwischen liegt ein Punktnetz, über das die Verformungen der Schale kontinuierlich beobachtet werden.

## Anwendung
Die erste praktische Anwendung der NÖT unter Einsatz von Spritzbeton erfolgte 1955 bei Stollenbauarbeiten für das Wasserkraftwerk Prutz-Imst in Österreich. In der Bundesrepublik Deutschland wurde sie erstmals beim Bau des 308 m langen zweigleisigen Schwaikheimer Tunnels im Letten- und Gipskeuper zwischen 1963 und 1965 angewandt.
Zwischen 1969 und 1971 folgte mit der U-Bahn Frankfurt, Baulos 25 erstmals ein oberflächennaher Tunnel, der im Frankfurter Ton unter Bebauung erstellt wurde. In den folgenden Jahren entstanden in immer kürzeren Abständen Tunnel nach dieser Methode, z. B. 1970 bis 1971 der Hasenbucktunnel (U-Bahn Nürnberg) und 1973 bis 1975 das U-Bahn-Los A2 in Bochum.
In den folgenden Jahren gewann die NÖT in unterschiedlich modifizierten Formen zunehmend an Bedeutung. Bei den bergmännisch hergestellten Tunneln betrug ihr Streckenanteil 1983 bereits zwei Drittel.
In den 1980er-Jahren verdrängte die NÖT beim Bau von Fernbahn- und Fernstraßentunneln die konventionellen, bis dahin üblichen Bauweisen weitestgehend. Auf der Schnellfahrstrecke Hannover–Würzburg, der ersten großen Neubaustrecke der Deutschen Bundesbahn, wurden nahezu alle der 61 Tunnel mit einer Gesamtlänge von rund 121 km nach der NÖT gebaut, darunter mit dem Landrückentunnel (10.779 m) und dem Mündener Tunnel (10.525 m) die beiden längsten Tunnel Deutschlands.

### Beispielbauwerke
Folgende prominente Tunnel – neben den oben genannten Leitprojekten – sind in dieser Bauweise konstruiert:
- Überleitstelle im englischen Teil des Eurotunnels („Wohl eines der eindrucksvollsten Bauwerke, welches bisher nach den Grundsätzen der NÖT errichtet wurde“ ([14]))
- Himmelbergtunnel (ein Eisenbahntunnel der Schnellfahrstrecke Köln–Rhein/Main bei Montabaur)
- Sitina-Tunnel (ein Autobahntunnel in der Slowakei)
- Dietershantunnel (ein Eisenbahntunnel der Schnellfahrstrecke Hannover–Würzburg)
- Inntaltunnel (ein zweigleisiger Eisenbahntunnel zwischen dem Inntal und dem Wipptal in Tirol)
- Devil’s Slide Tunnel (ein Straßentunnel im Verlauf der California State Route 1)
- Tunnel Vomp–Terfens (2011 in Betrieb genommener Tunnel der Unterinntalbahn)
- Gotthard-Basistunnel (ein Eisenbahntunnel in der Schweiz, der die Alpen unterquert)[15]